# Leioproctus pampeanus
Leioproctus pampeanus är en biart som först beskrevs av Urban 1995.  Leioproctus pampeanus ingår i släktet Leioproctus och familjen korttungebin. Inga underarter finns listade i Catalogue of Life.